# Partnerschaft für den Frieden

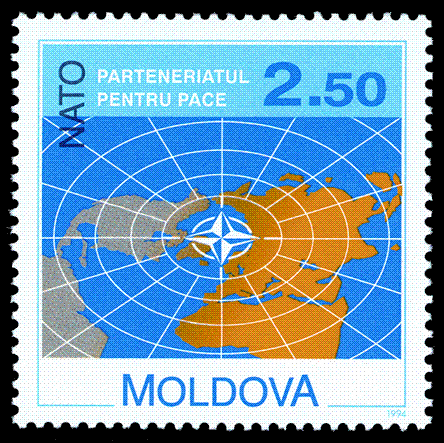
Partnership for Peace auf einer Briefmarke von Moldawien

Die Partnerschaft für den Frieden (englisch Partnership for Peace; PfP) ist eine 1994 ins Leben gerufene Verbindung zur militärischen Zusammenarbeit zwischen der NATO und 18 europäischen sowie asiatischen Staaten, die keine NATO-Mitglieder sind.
Das Ausmaß der Zusammenarbeit kann von jedem teilnehmenden Staat selbst bestimmt werden. Darunter sind Staaten mit selbstgewählter Neutralität (z. B. die Schweiz, vgl. Schweizerische Neutralität) oder die (historisch) zur Neutralität verpflichtet sind (z. B. Österreich, vgl. Österreichische Neutralität). Meist handelt es sich dabei um gemeinsame Manöver und Bedachtnahme auf NATO-Standards bei der Beschaffung neuen militärischen Geräts. Die Teilnahme an friedenserhaltenden und friedensschaffenden Missionen der NATO ist über die PfP ebenfalls möglich. Vorgesehen ist auch die Konsultation der NATO bei Bedrohung eines Unterzeichnerstaats von außen. Die PfP ist jedoch explizit kein Verteidigungsbündnis; die Beistandspflicht bleibt NATO-Mitgliedern vorbehalten.
Koordiniert wird die Zusammenarbeit zwischen NATO und den Partnerstaaten seit 1997 im Euro-Atlantischen Partnerschaftsrat (EAPR), zuvor Nordatlantischer Kooperationsrat (NAKR).
Vom 8. bis zum 13. September 1996 fand zum ersten Mal in Deutschland auf dem Truppenübungsplatz Munster mit „Cooperative Lantern 96“ eine Stabsrahmenübung des NATO-Programms Partnerschaft für den Frieden mit multinationaler Beteiligung aus 18 Staaten statt.

## Unterzeichnerstaaten

europäische NATO-Mitglieder (1997)
ehemalige Mitglieder (heutige NATO-Mitglieder)
Unterzeichnerstaaten der PfP
Staaten mit Bestreben zu einer PfP-Mitgliedschaft

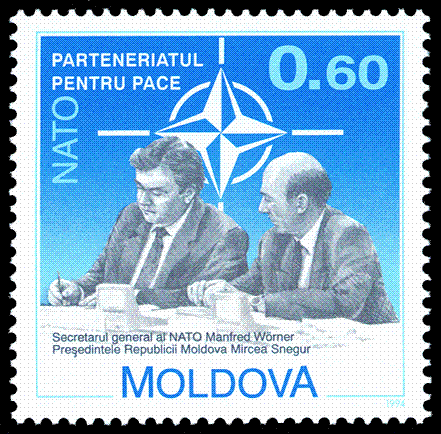
Wörner und Snegur bei der Unterzeichnung des PfP am 16. März 1994 (auf einer Briefmarke von Moldawien)

Zu den Staaten, die das Rahmendokument unterzeichnet haben, gehören
- die ehemaligen Sowjetrepubliken Armenien, Aserbaidschan, Belarus, Georgien,  Kasachstan, Kirgisistan, Moldau, Russland (unterzeichnet 2004, ratifiziert von der Duma im Mai 2007[1][2] und begleitet von der 1994 bis 1997 verhandelten NATO-Russland-Grundakte), Tadschikistan, Turkmenistan, Ukraine und Usbekistan,
- die ehemaligen jugoslawischen Republiken Bosnien und Herzegowina und Serbien,
- die Schweiz,
- die EU-Staaten Irland, Malta und Österreich.

16 frühere Unterzeichnerstaaten sind bereits der NATO beigetreten: 
- Albanien, Bulgarien, Estland, Finnland, Kroatien, Lettland, Litauen, Montenegro, Nordmazedonien, Polen, Rumänien, Schweden, Slowakei, Slowenien, Tschechien und Ungarn.